# Пуальевр, Пьер
Пьер Марсе́ль Пуалье́вр (или Полие́в, англ. и фр. Pierre Marcel Poilievre; род. 3 июня 1979, Калгари, Альберта) — канадский политик, член Парламента с 2004 года от Консервативной партии, где в настоящее время представляет округ Карлтон в Оттаве. С 10 сентября 2022 года — лидер Консервативной партии Канады и канадский Лидер оппозиции.
Пуальевр ранее занимал посты министра демократических реформ с 2013 по 2015 год и министра занятости и социального развития в 2015 году.
Получил образование в университете Калгари. Впервые избранный в Палату общин после федеральных выборов 2004 года в округе Непин-Карлтон, Пуальевр трижды переизбирался на второй срок. В 2015 году баллотировался и победил в восстановленном округе Карлтон на западе Оттавы и был переизбран в том же округе в 2019 и 2021 годах.
Был официальным парламентским критиком от оппозиции по финансам и Национальной столичной комиссии с 2017 по 2021 год, затем по вопросам занятости и промышленности с февраля 2021 года, а с ноября 2021 года вернулся на прежнюю должность. 5 февраля 2022 года, открыто поддержав Конвой свободы, Пуальевр объявил, что будет баллотироваться на следующих выборах руководства Консервативной партии.

## Биография
Пуальевр родился в канадском городе Калгари, провинция Альберта. Биологической матерью Пуальевра была 16-летняя школьница Жаклин Фаррелл, которая отказалась от сына сразу после рождения. Ребёнок был усыновлен школьными учителями Марлен и Дональдом Пуальеврами, последний имеет франко-саскачеванское происхождение.
Пуальевр впервые встретился со своей биологической матерью только, когда ему исполнилось уже 20 лет. Она на тот момент работала медсестрой в Северной Каролине. Биологический дед Пьера Пуальевра по материнской линии был канадцем ирландского происхождения.
Приемные родители Пуальевра, разошлись, когда он был подростком. После этого его приемный отец Дональд совершил каминг-аут.
Изучал международные отношения в Университете Калгари, где ранее изучал коммерцию. Имеет степень бакалавра искусств Университета Калгари.
В возрасте 16 лет Пуальевр стал членом Реформистской партии, которую тогда возглавлял Джейсон Кенни. Пуальевр также работал штатным помощником бывшего лидера Канадского союза и лидера оппозиции Стокуэлла Дэя.
В 1999 году написал эссе «Создание Канады через свободу» для книги «@Stake— Если бы я был премьер-министром…». В своём эссе он, среди прочего, приводил доводы в пользу ограничения двух сроков для всех членов парламента. Этот конкурс он не выиграл. Сам себя в той публикации он описал как «политического наркомана со страстью к публичным дебатам и особым интересом к международным отношениям».

## Политическая карьера

### 38-40 парламенты (2004—2011 гг.)
В 2004 году Пуальевр баллотировался от консерваторов в округе Непин-Карлтон (запад Оттавы), где победил министра либерального кабинета Дэвида Пратта, набрав 3736 голосов. В 2006 году Пуальевр был переизбран с 55 % голосов, опередив кандидата от либералов Майкла Гаффни на 19 401 голос. Был переизбран в 2008 и 2011 годах примерно таким же большинством голосов. Назначался парламентским секретарем различных министров, включая президента Казначейства и премьер-министра.

#### Федеральный закон об ответственности
В качестве парламентского секретаря президента Казначейства Пуальевр взял на себя ответственность за пересмотр канадских законов о защите осведомителей и сотрудничал с президентом Казначейства Джоном Бэрдом при проведении Федерального закона об ответственности через Палату общин. Закон о защите государственных служащих от раскрытия информации был принят с тем, чтобы обеспечить процесс раскрытия сотрудниками государственного сектора злоупотреблений и правонарушений в федеральном правительстве и защиты этих сотрудников от репрессалий. Федеральный закон об ответственности получил королевскую санкцию 12 декабря 2006 г.

#### Больница Квинсуэй Карлтон
Летом 2006 года Пуальевр и Джон Бэрд, президент Совета казначейства, помогли получить добиться Национальной столичной комиссии арендной платы в размере 1 доллара в год для больницы Квинсуэй-Карлтон. До заключенного при их посредничестве соглашения больница платила Национальной столичной комиссии арендную плату в размере 23 000 долларов в год. Срок аренды больницы истекал в 2013 году, и арендная плата должна была существенно увеличиться.

#### Мост Страндхерд-Армстронг
Пуальевр выступал за строительство моста Стрэндхерд-Армстронг (теперь он называется Мемориальный мост Вими), который пересекает реку Ридо. Восьмиполосный мост соединяет Южный Риверсайд с Баррхейвеном. Пуальевр обеспечил треть финансирования проекта и приобрел землю рядом с аэропортом, необходимую для завершения расширения Limebank Road, используя средства, уже выделенные бывшим депутатом Дэвидом Праттом для транспортных проектов в этом районе.
Строительство началось 27 июля 2010 года. Мероприятие получило широкую огласку на местном уровне, и в закладке фундамента приняли участие политики всех уровней и партий.
Мост первоначально планировалось завершить в 2012 году, но в том же году первоначальный подрядчик, ConCreate USL, перешёл под внешнее управление. Мост был открыт в июле 2014 года.

#### Благотворительная работа
Как член парламента Пуальевр участвовал в различных благотворительных организациях. К своему 30-летию вместе с начальником полиции Оттавы Верноном Уайтом организовал мероприятие, чтобы помочь собрать средства для проекта STEP. В 2005 году Пуаливр помог собрать 40 000 долларов на восстановление Легиона Манотик после того, как он был уничтожен пожаром в июне того же года.

#### Компенсация за школы-интернаты для аборигенов
11 июня 2008 года премьер-министр Стивен Харпер принес публичные извинения от имени правительства Канады за интернаты, куда принудительно помещались дети аборигенов Канады, и выделил средства на сумму 4 миллиарда долларов для выживших в школах-интернатах. Ранее в тот же день Пуальевр дал комментарий радиостанции CFRA News Talk относительно компенсации и выживших в школе-интернате, за что позже извинился. В том комментарии Пуальевр заявил, что, по его мнению, Канада «зря тратит все эти деньги», вместо этого «нам нужно воспитывать такие ценности, как упорный труд, независимость и уверенность в своих силах». На следующий день Пуальевр принес извинения в парламенте, сказав: «Господин спикер, сегодня я встаю, чтобы принести полные извинения аборигенам, Палате представителей и всем канадцам. Вчера, в день, когда Палата представителей и все канадцы отмечали открытие новой страницы в истории, я произнёс обидные и неправильные слова. Я беру на себя ответственность за них и приношу свои извинения».

#### Религиозные гонения
13 февраля 2009 года Пуальевр выступил в Палате общин по поводу случаев предполагаемого антисемитизма в Йоркском университете, где часть студентов выступила с «антисионистскими» лозунгами. Пуальевр заявил, что считает, что канадцы должны бороться с антисемитизмом в кампусах колледжей и университетов.
Пуальевр был направлен премьер-министром Стивеном Харпером в Женеву, Швейцария, в апреле 2009 года для участия в Конференции против расизма, дискриминации и преследований. Эта конференция проводилась одновременно с Обзорной конференцией в Дурбане, которую премьер-министр раскритиковал как полную «антисемитской риторики». Во время той же поездки Пуальевр приехал в Польшу для участия в Международном Марше Живых по бывшим нацистским концлагерям в память о жертвах Холокоста.

#### Углеродный налог
Пуальевр выступает против национального налога на выбросы углерода. В мае 2009 года Пуальевр был обвинен в бестактном использовании термина «смоляное чучело» в Палате общин в отношении политики налогообложения на выбросы углерода, когда Пуальевр предположил, что лидер либералов Майкл Игнатьев пытается дистанцироваться от данной политики. Пуальевр повторил этот термин позже во время той же серии вопросов. Ряд депутатов от оппозиции потребовали от Пуальевра отказаться от использования термина. Пуальевр утверждал, что он не знал, что этот термин имеет расистский подтекст, и использовал его в общепринятом значении — как неприятную и трудную для решения проблему. В предыдущие годы этот термин использовался рядом видных канадских общественных деятелей для обозначения щекотливой ситуации.

#### Полицейское расследование 2010 года
В 2010 году было начато полицейское расследование после того, как Пуальевр проехал через контрольно-пропускные ворота на Парламентском холме, не дожидаясь, пока КПП разрешит ему въезд и откроет ворота. Вместо этого Пуальевр сам нажал кнопку входа и проехал на своей машине. После того, как об инциденте сообщили в СМИ, Пуальевр извинился.

### 41-й парламент (2011—2015 гг.)
После выборов 2011 года Пуальевр был назначен парламентским секретарем министра транспорта, инфраструктуры и общин и Федерального агентства экономического развития Южного Онтарио.
15 июля 2013 года премьер-министр назначил Пьера Пуальевра в кабинет на должность государственного министра по демократическим реформам после перестановки в кабинете.
9 февраля 2015 года Пуальевр был назначен министром занятости и социального развития, заменив Джейсона Кенни.

#### Национальный суверенитет
Пуаливр раскритиковал Альянс государственных служащих Канады, когда выяснилось, что региональные секторы этого союза поддержали суверенистскую Партию Квебека на провинциальных выборах 2012 года в Квебеке:
«Я принимаю результаты выборов», — сказал Пуальевр. «Но я не могу согласиться с тем, что профсоюз, представляющий государственных служащих, работающих на правительство Канады, насильно забирает деньги из карманов государственных служащих Канады для поддержки партий, которые хотят расколоть страну. Каков интерес государственных служащих поддерживать распад Канады?»
Пуальевр также поддержал законопроект депутата-консерватора Раса Хиберта C-377, Закон о внесении поправок в Закон о подоходном налоге (рабочие организации). Закон предусматривает за более подробное регламентирование и увеличение объёма раскрытия информации для каждого канадского профсоюза.

#### Закон о честных выборах
Пуальевр представил законопроект C-23, известный как Закон о честных выборах, в Палату общин 4 февраля 2014 г. Законопроект расширил типы удостоверений личности, которые принимались для голосования, и отменил систему поручителей, согласно которой избиратель может голосовать без удостоверения личности, если за него «поручится» знакомый. Против законопроекта выступили бывший руководитель избирательной комиссии Жан-Пьер Кингсли, бывший генеральный аудитор Шейла Фрейзер, и десятки канадских и международных политических экспертов. Основным объектом критики Пуальевра был Марк Мейран, в то время глава избирательной комиссии Канады, которого он обвинил в том, что тот хочет «больше власти, больше бюджета и меньше подотчетности». В том же выступлении перед Постоянным комитетом Сената по юридическим и конституционным вопросам Пуальевр обвинил Мейрана в том, что тот «борется за сохранение этой власти, делает неправдоподобные заявления и изобретает с этой целью новые правовые принципы». Законопроект был принят и получил королевское одобрение.

#### Стрельба в Оттаве, 2014 г.
22 октября 2014 года Пуаливр присутствовал на Парламентском холме во время нападения террориста на Палату общин. Он вместе с премьер-министром и многими другими депутатами забаррикадировался в зале заседаний фракции консерваторов. Он был одним из нескольких депутатов, которые сломали флагштоки и превратили их в копья, чтобы отогнать нападавшего, если тот прорвется внутрь. Позже, когда он и другие министры-консерваторы и члены парламента встретились в здании Лестера Б. Пирсона, Пуаливр взял с собой свое копьё на память.

#### НарушениеЗакона о выборах в Канаде
В июле 2015 года, исполняя обязанности министра кабинета министров, Пуальевр публично объявил о расширении программы пособий по уходу за детьми. Во время заявления он был одет в рубашку Консервативной партии, заявил, что платежи были сделаны «нашим консервативным правительством», а также, что «если либералы и НДП придут к власти, они отнимут льготы и повысят налоги». Позже в 2017 году комиссар по выборам определил, что это событие было похоже на предвыборное мероприятие Консервативной партии, а не на заявление правительства Канады. Поскольку правительство потратило около 4800 долларов на это мероприятие, по сути, это был «де-факто неденежный вклад» в Консервативную партию.
Комиссар постановил, что заявление было нарушением правил финансирования кампании, поскольку Пуальевр «сознательно обошел запрет на пожертвования зарегистрированной партии неправомочными участниками». Пуальевру было приказано опубликовать ссылку на постановление в своих социальных сетях.

### 42-44 парламенты (2015 — настоящее время)
Пуальевр был переизбран в воссозданном округе Карлтон в 2015 году, хотя его отрыв от кандидата от либералов был меньше, чем на предыдущих выборах, и составил менее 2000 голосов. Он был единственным депутатом-консерватором, избранным в округах на территории города Оттава.

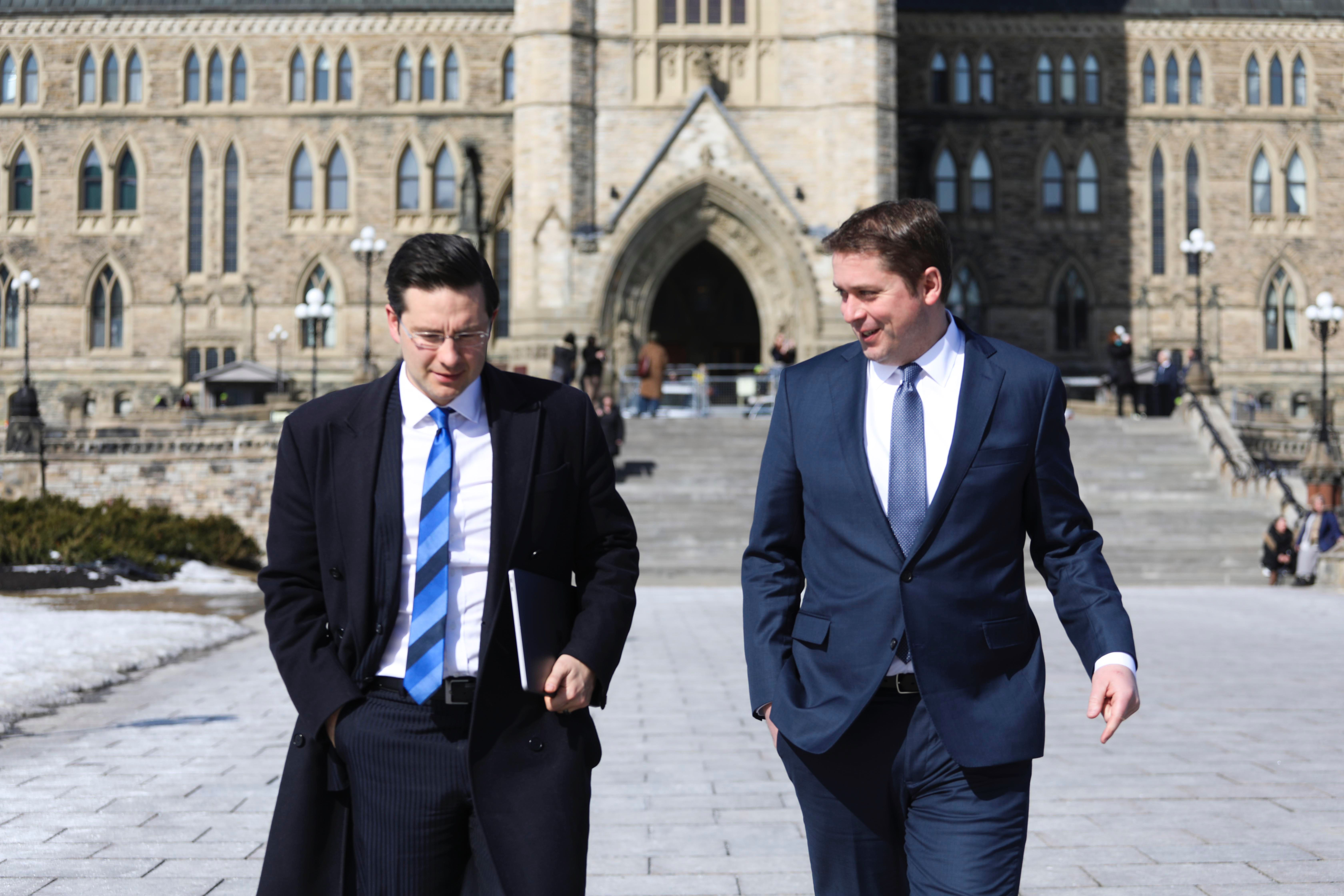
Пуальевр на Парламентском холме с лидером консерваторов Эндрю Широм в 2018 году.

В 2017 году лидер Консервативной партии Эндрю Шир назначил Пуальевра финансовым критиком партии в составе теневого кабинета.
Пуальевр снова был переизбран в 2019 году, на этот раз с большим перевесом голосов по сравнению с победой в 2015 году.
После ухода Шира с поста лидера партии Пуальевр изначально рассматривался как сильный кандидат на предстоящих выборах лидера партии. Пуаливр первоначально принял предложение и начал собирать команду для кампании, однако 23 января 2020 года объявил, что не будет баллотироваться, сославшись на семейные обстоятельства.
Преемник Шира, Эрин О’Тул, оставил Пуальевра в должности финансового критика до 10 февраля 2021 года, когда его заменил Эд Фаст. Затем Пуальевр стал критиком по занятости и промышленности, но занимал эту должность недолго, поскольку 9 ноября 2021 года он вернулся в должность финансового критика. Был переизбран в округе Карлтон на федеральных выборах 2021 года.
5 февраля 2022 года, через три дня после того, как на фоне продолжающегося Конвоя свободы фракция консерваторов сместила О’Тула с поста лидера и заменила его временным лидером Кэндис Берген, Пуальевр заявил о своём намерении баллотироваться в предстоящей предвыборной гонке за лидерство.
Проиграл на основных федеральных выборах в апреле 2025 года от Оттавы. 19 августа 2025 года переизбран в федеральный парламент на дополнительных выборах от Альберты.

## Политические позиции

### Экономика
Пуальевр утверждает, что высокий дефицит бюджета, печатание денег, крайне низкие процентные ставки и налог на выбросы углерода являются основными причинами текущего инфляционного кризиса в Канаде (начало 2020-х гг.).

### Социальные вопросы
Пуальевр заявил, что в случае избрания его правительство не будет пытаться возобновить дебаты об абортах.
Пуальевр голосовал против легализации однополых браков в 2005 году, как и большинство депутатов-консерваторов, хотя позже он изменил свою предыдущую позицию и в 2020 году назвал однополые браки «успехом». Когда бывший советник Консервативной партии Ричард Декари заявил, что считает, что быть геем — это выбор, Пуальевр заявил в Твиттере: «Быть геем — это не выбор. Вот быть невеждой — это выбор». Пуальевр голосовал за запрет конверсионной терапии в ходе свободного (внефракционного) голосования.

### Си-Би-Си
Пуальевр поддерживает отказ от правительственного финансирования Канадской радиовещательной корпорации (CBC).

### COVID-19
Весной и летом 2020 года Пуальевр критиковал «чрезмерное доверие правительства Трюдо» к Коммунистической партии Китая, которая расторгла контракт CanSino на вакцину с Канадой. Пуальевр настаивал на том, чтобы Канада создала свои собственные запасы вакцин и заключила соглашения о закупках с более надёжными правительствами.
Пуаливр заявил о своей поддержке мирно протестующих участников «Конвоя свободы 2022», и в то же время осудил присоединившихся к конвою участников, пропагандирующих экстремизм.

### Внешняя политика

#### Украина
В ответ на российское вторжение в Украину Пуальевр заявил, что правительство под его руководством поддержит Украину, приняв больше украинских беженцев, предоставив больше оружия для помощи Украине и обеспечив Европу канадскими энергоносителями и нефтью через LNG Canada, чтобы помочь снизить зависимость Европы от энергоносителей из России. Пуальевр не согласился с введением бесполётной зоны над Украиной, поскольку он не хотел эскалации Канады и вступления в войну. В 2023 году Пуальевр выступил против обновления Соглашения о свободной торговле между Канадой и Украиной, заявив, что оно вводит «налог на выбросы углекислого газа», вместо этого он предложил отправить ракеты CRV7 в Украину в качестве помощи для использования против России.

#### Израиль
Пуальевр осудил действия ХАМАСА во время войны между Израилем и ХАМАС в 2023 году и заявил, что Израиль имеет право на самооборону. Он раскритиковал дело Южной Африки о геноциде против Израиля, назвав это обвинение бесстыдным и бесчестным нападением на еврейский народ и еврейское государство. В марте 2024 года Пуальевр заявил, что его правительство «прекратит финансировать антисемитизм», и обвинил в войне Иран, пообещав запретить Корпус стражей исламской революции.

## Личная жизнь
В январе 2018 года Пуальевр женился на Анаиде Галиндо, сотруднице аппарата Сената, на церемонии в Португалии. Их первый ребёнок, Валентина Алехандра Пуальевр Галиндо, родилась 17 октября 2018 года. 12 сентября 2021 года у Пуальевра родился второй ребёнок, Круз Алехандро Пуальевр.
Пуальевр двуязычен, свободно говорит на английском и французском языках.

### Социальные медиа
Пуальевр имеет большое количество подписчиков в социальных сетях на таких платформах, как Twitter и YouTube. В своих сообщениях в социальных сетях Пуаливр в основном говорит о финансовых проблемах, выступая за сбалансированный бюджет и финансовую ответственность.